# Sergio Günther
Sergio Georg Günther (* 21. Dezember 1930 in Berlin; † 12. September 1981 ebenda) war ein deutscher Hörfunk- und Fernsehmoderator in der DDR.

## Leben
Sergio Günther wurde 1930 als Sohn des brasilianischen Journalisten und Schriftstellers Sérgio Buarque de Holanda und einer Deutschen geboren. Er war der Halbbruder des brasilianischen Musikers und Schriftstellers Chico Buarque.
Mehr als zehn Jahre arbeitete er beim Fernsehkabarett Tele-BZ. Anfang der 1960er Jahre sang er auch einige Songs, die bei Amiga erschienen sind.